# Reuniões do Conselho do Mercado Comum

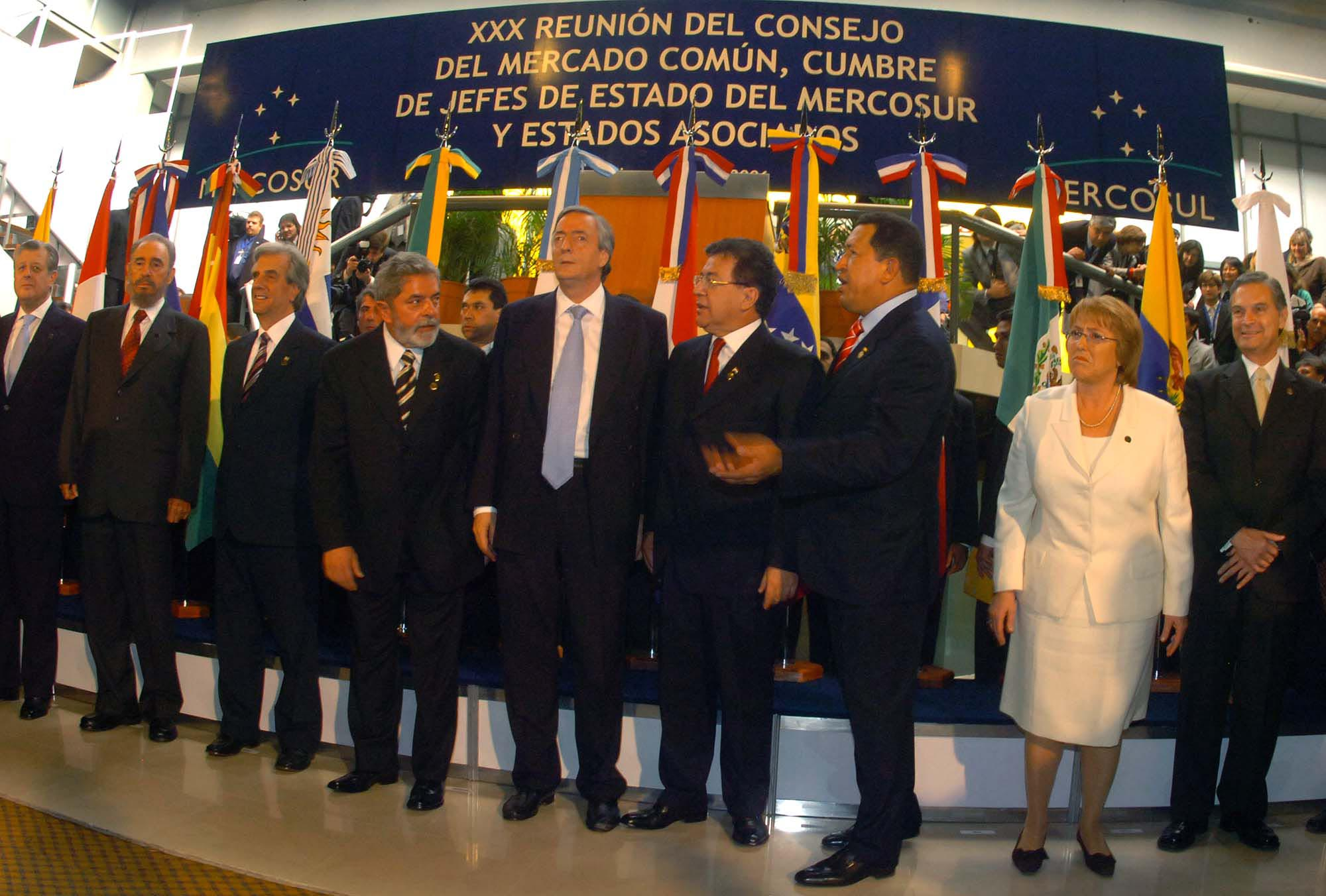
Chefes de Estado participam da XXX Reunião do Conselho do Mercado Comum, realizada em 2006 na cidade argentina de Córdoba.

As reuniões do Conselho do Mercado Comum, também conhecidas como reuniões de Cúpula do Mercosul, são realizadas semestralmente pelos chefes de Estado dos países-membros do Mercosul, além de países associados e convidados.

## Reuniões ordinárias
| Edição | Data                        | Cidade                     | Ref    |
| ------ | --------------------------- | -------------------------- | ------ |
| 1.ª    | 17 de dezembro de 1991      | Brasília                   | [ 1 ]  |
| 2.ª    | 26 e 27 de junho de 1992    | Las Leñas                  | [ 2 ]  |
| 3.ª    | 28 de dezembro de 1992      | Montevidéu                 | [ 3 ]  |
| 4.ª    | 1 de julho de 1993          | Assunção                   | [ 4 ]  |
| 5.ª    | 17 de janeiro de 1994       | Colônia do Sacramento      | [ 5 ]  |
| 6.ª    | 4 e 5 de agosto de 1994     | Buenos Aires               | [ 6 ]  |
| 7.ª    | 16 e 17 de dezembro de 1994 | Ouro Preto                 | [ 7 ]  |
| 8.ª    | 4 e 5 de agosto de 1995     | Assunção                   | [ 8 ]  |
| 9.ª    | 6 e 7 de dezembro de 1995   | Punta del Este             | [ 9 ]  |
| 10.ª   | 24 e 25 de junho de 1996    | Buenos Aires e San Luis    | [ 10 ] |
| 11.ª   | 16 e 17 de dezembro de 1996 | Fortaleza                  | [ 11 ] |
| 12.ª   | 18 de junho de 1997         | Assunção                   | [ 12 ] |
| 13.ª   | 15 de dezembro de 1997      | Montevidéu                 | [ 13 ] |
| 14.ª   | 23 e 24 de julho de 1998    | Buenos Aires e Ushuaia [a] | [ 14 ] |
| 15.ª   | 10 de dezembro de 1998      | Rio de Janeiro             | [ 15 ] |
| 16.ª   | 15 de junho de 1999         | Assunção                   | [ 16 ] |
| 17.ª   | 7 de dezembro de 1999       | Montevidéu                 | [ 17 ] |
| 18.ª   | 29 de junho de 2000         | Buenos Aires[b]            | [ 18 ] |
| 19.ª   | 14 e 15 de dezembro de 2000 | Florianópolis              | [ 19 ] |
| 20.ª   | 21 e 22 de junho de 2001    | Assunção                   | [ 20 ] |
| 21.ª   | 20 de dezembro de 2001      | Montevidéu                 | [ 21 ] |
| 22.ª   | 4 e 5 de julho de 2002      | Buenos Aires               | [ 22 ] |
| 23.ª   | 5 e 6 de dezembro de 2002   | Brasília                   | [ 23 ] |
| 24.ª   | 16 e 17 de junho de 2003    | Assunção                   | [ 24 ] |
| 25.ª   | 16 e 17 de dezembro de 2003 | Montevidéu                 | [ 25 ] |
| 26.ª   | 7 e 8 de julho de 2004      | Puerto Iguazú              | [ 26 ] |
| 27.ª   | 13 e 14 de dezembro de 2004 | Belo Horizonte             | [ 27 ] |
| 28.ª   | 18 e 19 de junho de 2005    | Assunção                   | [ 28 ] |
| 29.ª   | 7 e 8 de dezembro de 2005   | Montevidéu                 | [ 29 ] |
| 30.ª   | 20 e 21 de julho de 2006    | Córdoba                    | [ 30 ] |
| 31.ª   | 14 e 15 de dezembro de 2006 | Brasília                   | [ 31 ] |
| 32.ª   | 18 de janeiro de 2007       | Rio de Janeiro             | [ 32 ] |
| 33.ª   | 27 e 28 de junho de 2007    | Assunção                   | [ 33 ] |
| 34.ª   | 17 de dezembro de 2007      | Montevidéu                 | [ 34 ] |
| 35.ª   | 30 de junho de 2008         | San Miguel de Tucumán      | [ 35 ] |
| 36.ª   | 15 de dezembro de 2008      | Costa do Sauípe            | [ 36 ] |
| 37.ª   | 23 de julho de 2009         | Assunção                   | [ 37 ] |
| 38.ª   | 8 de dezembro de 2009       | Montevidéu                 | [ 38 ] |
| 39.ª   | 3 de agosto de 2010         | San Juan                   | [ 39 ] |
| 40.ª   | 17 de dezembro de 2010      | Foz do Iguaçu              | [ 40 ] |
| 41.ª   | 28 e 29 de junho de 2011    | Assunção                   | [ 41 ] |
| 42.ª   | 20 de dezembro de 2011      | Montevidéu                 | [ 42 ] |
| 43.ª   | 28 e 29 de junho de 2012    | Mendoza                    | [ 43 ] |
| 44.ª   | 3 e 4 de dezembro de 2012   | Brasília                   | [ 44 ] |
| 45.ª   | 11 e 12 de julho de 2013    | Montevidéu                 | [ 45 ] |
| 46.ª   | 29 de julho de 2014         | Caracas                    | [ 46 ] |
| 47.ª   | 17 de dezembro de 2014      | Paraná                     | [ 47 ] |
| 48.ª   | 17 de julho de 2015         | Brasília                   | [ 48 ] |
| 49.ª   | 21 de dezembro de 2015      | Assunção                   | [ 49 ] |
| 50.ª   | 21 de julho de 2017         | Mendoza                    | [ 50 ] |
| 51.ª   | 21 de dezembro de 2017      | Brasília                   | [ 51 ] |
| 52.ª   | 18 de junho de 2018         | Assunção                   | [ 52 ] |
| 53.ª   | 18 de dezembro de 2018      | Montevidéu                 | [ 53 ] |
| 54.ª   | 17 de julho de 2019         | Santa Fé                   | [ 54 ] |
| 55.ª   | 5 de dezembro de 2019       | Bento Gonçalves            | [ 55 ] |
| 56.ª   | 2 de julho de 2020          | Videoconferência           | [ 56 ] |
| 57.ª   | 16 de dezembro de 2020      | Videoconferência           | [ 57 ] |
| 58.ª   | 8 de julho de 2021          | videoconferência           | [ 58 ] |
| 59.ª   | 17 de dezembro de 2021      | videoconferência           | [ 59 ] |
| 60.ª   | 21 de julho de 2022         | Luque                      | [ 60 ] |
| 61.ª   | 6 de dezembro de 2022       | Montevidéu                 | [ 61 ] |
| 62.ª   | 4 de julho de 2023          | Puerto Iguazú              | [ 62 ] |

## Reuniões extraordinárias
| Data                    | Cidade           | Ref    |
| ----------------------- | ---------------- | ------ |
| 6 de agosto de 1999     | Montevidéu       | [ 63 ] |
| 7 de abril de 2001      | Buenos Aires     | [ 64 ] |
| 18 de fevereiro de 2002 | Olivos           | [ 65 ] |
| 6 de outubro de 2003    | Montevidéu       | [ 66 ] |
| 21 e 22 de maio de 2007 | Assunção         | [ 67 ] |
| 26 de março de 2021     | videoconferência | [ 68 ] |